# Accidente de helicóptero de Leicester de 2018
El accidente del AgustaWestland AW169 fue un hecho que sucedió el 27 de octubre de 2018, donde un helicóptero AgustaWestland AW169 se estrelló tras apenas haber despegado del King Power Stadium, hogar del equipo de fútbol Leicester City en Leicester, Inglaterra. Cinco personas iban a bordo, incluyendo el dueño del club Vichai Srivaddhanaprabha, otros tres pasajeros y el piloto. Se confirmó que ninguno de las personas a bordo sobrevivió y que no hubo muertes colaterales en tierra.

## Accidente

### Sumario del vuelo
La aeronave recogió a Vichai en el King Power Stadium tras asistir al partido por la Premier League contra el West Ham United. Partió desde Ottershaw, Surrey, a las 14:43 (13:43 UTC) y arribó al estadio a las 15:58 (14:58 UTC). Tras finalizar el encuentro, como es usual, el helicóptero aterrizó en el centro de la cancha para recoger a Vichai. El helicóptero fue visto en vivo mientras se preparaba para despegar en canal BT Sport, durante el programa post-partido. A este punto, el director técnico encargado del West Ham United se había marchado, pero algunos funcionarios del Leicester y jugadores aún estaban en el estadio, mientras quedaban algunos fanáticos de ambos clubes en los alrededores del estadio.

### El accidente

Vichai Srivaddhanaprabha, presidente del Leicester CF (2010-2018), en una imagen de 2010.

La aeronave, cuyo propietario Vichai Srivaddhanaprabha estaba entre las cinco personas a bordo, se estrelló a las 20:30 (19:30 UTC) apenas después de haber despegado del King Power Stadium y envolverse en llamas. Testigos acudieron al rescate de las personas accidentadas en el helicóptero, pero fue inviable debido por el calor y las flamas. Un testigo dijo que una falla en el rotor del helicóptero fue la causa del accidente, con otro testigo indicó que la aeronave cayó «como una piedra contra el suelo». El choque contra el suelo fue a 200 metros del estadio, en el estacionamiento E. Todas las personas a bordo murieron al estrellar y por las subsecuentes llamas. Este fue el primer estrello y pérdida del casco que involucra un AW169.

## Aeronave
La aeronave involucrada en el accidente era un helicóptero AgustaWestland AW169, con registro G-VSKP, c/n 69018, manufacturado en 2016 [[Accidente del AgustaWestland AW169 en Leicester en 2018#cite%20note-Heli-16|]][[Accidente del AgustaWestland AW169 en Leicester en 2018#cite%20note-Heli-16|]]. Tenía una capacidad de 10 personas sentadas y un peso aproximado de 4.5 toneladas. Era alimentado por dos motores Pratt & Whitney Canada PW200.

## Investigación
La AAIB (Air Accidents Investigation Branch) abrió una investigación para este accidente. La caja negra fue recuperada el 28 de octubre con severos daños debido al fuego. Fue transportada a Farnborough, Hampshire, para descargar la información contenida. El 2 de noviembre los restos del helicóptero serán tranportados a Farnborough.

## Reacciones
En el partido por la Campeonato Femenino de la FA entre Leicester City y Manchester City, programada para el día después del accidente, fue pospuesto por respeto al club. El partido de la Liga de Reserva Femenina contra el Derby County fue pospuesto. El partido por la Copa de la Liga de Inglaterra contra el Southampton programado para el 30 de octubre en el King Power Stadium y el partido por la Premier League International Cup entre Leicester City Sub-23 y Feyenoord Academy, fueron subsecuentemente pospuestos.
Los fanáticos, colocaron flores y camisetas de fútbol fuera del estadio a la siguiente mañana. Camisetas y bufandas de otros clubes incluido el West Ham United, oponente del Leicester City en el partido antes del accidente. En el resto de partidos en Reino Unido programados para el domingo 28 de octubre, los jugadores lucieron bandas negras, tanto por las víctimas del accidente aéreo como por el Día del Recuerdo.